# Après-11 septembre
L'après-11 septembre est un choronyme désignant l'époque historique qui suit les attentats du 11 septembre 2001 aux États-Unis et qui se caractérise par une acuité particulière des questions relatives au terrorisme, à la sécurité et à l'islamisme dans le débat politique et l'espace public. Cette période est, selon certaines analyses, la période en cours de l'époque contemporaine.